# راينر فيليب
راينر فيليب (بالألمانية: Rainer Philipp)‏ هو لاعب هوكي الجليد ألماني، ولد في 8 مارس 1950 في باد ناوهايم في ألمانيا.

## وصلات خارجية
- راينر فيليب على موقع EliteProspects.com (الإنجليزية)
- راينر فيليب على موقع Eurohockey.com (الإنجليزية)
- راينر فيليب على موقع اللجنة الأولمبية الدولية (الإنجليزية)
- راينر فيليب على موقع أوليمبيديا (الإنجليزية)